# Salenocidaris hastigera
Salenocidaris hastigera is een zee-egel uit de familie Saleniidae.
De wetenschappelijke naam van de soort werd in 1879 gepubliceerd door Alexander Agassiz.